# Sino-Tibetaanse talen

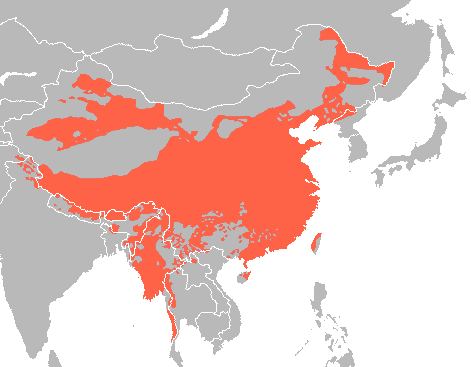
Verspreiding van Sino-Tibetaanse talen

De Sino-Tibetaanse talen vormen een taalfamilie met ongeveer 250 talen. De taalfamilie is met betrekking tot het aantal sprekers in de wereld de op een na grootste groep, na de Indo-Europese taalfamilie. De Sino-Tibetaanse talen zijn over het algemeen tonaal.
De volgende talen en taalgroepen behoren volgens veel taalkundigen tot de Sino-Tibetaanse taalfamilie:
- Chinese talen, waarvan er veel monosyllabisch en analytisch zijn
- Tibeto-Birmaanse talen
  - Newaars
  - Tibetaanse talen, waarvan sommige agglutinerend zijn
  - Birmaans of Birmees

De Hmong-Mientalen worden soms tot deze taalfamilie gerekend, maar zijn misschien een aparte familie. Sommige linguïsten rekenen de Kra-Daitalen, waaronder het Thai, nog als een Sino-Tibetaanse talen, maar anderen delen ze bij de Austronesische talen in.

## Autochtone talen
Hieronder volgt een lijst met landen waar Sino-Tibetaanse talen een autochtone taal zijn.
- Volksrepubliek China
- Taiwan of hetzelfde de Republiek China
- Noord-Korea
- Rusland
- Pakistan
- India
- Nepal
- Bhutan
- Bangladesh
- Myanmar, het voormalige Birma
- Thailand
- Laos
- Vietnam